# AlphaBAT
AlphaBat (em coreano: 알파벳; estilizado como AlphaBAT) é um boy group sul-coreano de hiphop formado pela Simtong Entertainment em 2013. Eles estão atualmente sob a gravadora japonês Jakol Corporation desde de 2016.

## História

### Pré-debut
AlphaBAT originalmente debutou em 2012 como uma dupla (Kyumin & Selin) sob a agência YUB Entertainment. Depois de deixar a agência, Kyumin deixou o grupo. Selin, agora passando pelo nome do palco "I:ota", continuou como membro do AlphaBAT, que cresceu de uma dupla para um grupo de nove membros sob a empresa Simtong Entertainment.

### 2013-2014: Debut comAB City,Ttanttara,Answer
Embora a sua primeira performance para a AB City tenha sido em 12 de novembro de 2013, quando gravaram o programa de música Arirang: Simply Kpop, a primeira data de estreia oficial de Simtong Entertainment para AlphaBAT foi no dia 14 de novembro de 2013, o dia em que o AlphaBAT levou seu desempenho em M! Countdown. O primeiro álbum de música AlphaBAT e a música AB CITY foram revelados em 15 de março.
Mais tarde, os meninos lançaram um segundo single Surprise Party com tema de Natal, revelando o nome oficial do fandom do grupo: "Alpha".
Embora a sua primeira apresentação tenha sido 12 de novembro de 2013, revelou-se que o AlphaBAT em breve realizaria seu comeback no final de fevereiro de 2014 com seu primeiro mini-álbum Attention. Dias antes, eles lançaram um single sob o nome de Always como um presente para seus fãs por apoiá-los. Eles finalmente revelaram o MV completo no dia 25, intitulado "Ttanttara (딴따라)".
Eles retornaram em 22 de agosto de 2014 com seu segundo mini-álbum Answer.

### 2014 - presente
Conforme anunciado em 1.º de novembro de 2016 pelo Twitter oficial do AlphaBAT Japan, o AlphaBAT parece ter trocado empresas da marca coreana Simtong Entertainment com a marca japonesa Jakol Corporation, juntamente com a partida (não oficial) dos membros C:ode, D:elta, F:ie, I:ota e o membro mais novo J:eta que se alistou no dia 9 de novembro. Eles estarão promovendo cinco membros, que inclui o novo membro K:appa que foi revelado no Twitter oficial do AlphaBAT Japan em 3 de novembro. Um comeback especial japonês ocorreu no dia 2 de dezembro. Atividades incluíram B:eta E:psilon, G:amma, H:eta e novo membro K:appa. As promoções serão sem B:eta devido ao seu alistamento.

## Membros
- B:eta (Ji Ha-yong 지하용) (retornado do serviço militar.)
- E:psilon (Yoo Yeong-jin 유영진)
- G:amma (Kim Jun-su 김준수)
- K:appa (Lee Yong-hun 이용훈) (desde 2016)

## Ex-Membros
- H:eta (Seol Jun 설준)
- Kyumin
- I:ota (Shin Se-lin 신세린)
- J:eta (Kim Su-yeob 김수엽) (atualmente alistou-se no exército)
- F:i.e. (Lee San-ha 이산하)
- C:ode (Kim Sang-hun 김상훈)
- D:elta (Choi Yeon-soo 최연수)

## Discografia

### Vídeos musicais
| Ano  | Título                                 | Comprimento |
| ---- | -------------------------------------- | ----------- |
| 2013 | AB City                                | 3:11        |
| 2013 | Surprise Party                         | 3:28        |
| 2014 | AB City (Practice Ver.)                | 3:09        |
| 2014 | Always                                 | 4:34        |
| 2014 | Ttantara                               | 3:32        |
| 2014 | Oh My Gosh!                            | 3:40        |
| 2014 | Oh My Gosh! (Dark Ver. with BOYLONDON) | 3:50        |

### Outros vídeos musicais
| Ano  | Título                          | Comprimento |
| ---- | ------------------------------- | ----------- |
| 2013 | Love In The Ice (DBSK Cover)    | 5:19        |
| 2013 | Bad Boy (100% Cover)            | 3:19        |
| 2013 | Nothing's Over (Infinite Cover) | 3:22        |
| 2014 | #A-Ya                           | 3:17        |

### Álbuns de estúdio
| Título    | Detalhes do álbum                                                                                         | Melhores posições nas paradas | Melhores posições nas paradas | Vendas       | Lista de faixas |
| Título    | Detalhes do álbum                                                                                         | Gaon Weekly]]                 | Gaon Monthly]]                | Vendas       | Lista de faixas |
| Coreano   | Coreano                                                                                                   | Coreano                       | Coreano                       | Coreano      | Coreano |
| --------- | --- | ----------------------------- | ----------------------------- | ------------ | --- |
| Attention | - Lançado em: 25 de fevereiro De 2014 - Gravadora: Simtong Entretenimento - Formato: CD, digital download | 20                            | 42                            | - KOR: 2,688 | Track list 1. "War Head (Intro) " 2. "딴따라" 3. "Always" 4. "딴따라 (inst.)" 5. "AB CITY" 6. "Tantara(inst.)" 7. "AB CITY (inst.)" |
| Answer    | - Lançado em: 20 de agosto de 2014 - Gravadora: Simtong Entretenimento - Formato: CD, digital download    | 23                            | 46                            | - KOR: 2,328 | Track list 1. 아야 (#A-Ya) 2. 답정너(Oh My Gosh!) 3. 심통부려(Pass Out) 4. 답정너(Oh My Gosh!) (inst.) 5. 심통부려(Pass Out)(inst.) |

## Reality show
- AlphaBat TV (web show) (3 de julho de 2014)

## Prêmios e indicações
| Ano  | Prêmio                               | Categoria          | Destinatário | Resultado |
| ---- | ------------------------------------ | ------------------ | ------------ | --------- |
| 2014 | 22nd KCEA Awards                     | Rookie of the year | AlphaBat     | Venceu    |
| 2014 | 9th Korea Social Contribution Awards | Ambassador Award   | AlphaBat     | Venceu    |